# Vị thần cuối cùng
The Last Olympian là một tiểu thuyết hư cấu, phiêu lưu dựa trên thần thoại Hy Lạp được viết bởi Rick Riordan, xuất bản ngày 5 tháng 5 năm 2009. Đây là tiểu thuyết thứ năm và cuối cùng của loạt sách Percy Jackson & the Olympians và là bản tiếp theo trực tiếp của The Battle of the Labyrinth. The Last Olympian xoay quanh vị á thần Percy Jackson khi anh ta chỉ huy đám bạn bè của mình vào tử thủ để bảo vệ Đỉnh Olympus. Tiêu đề đề cập đến Hestia, nữ thần của lò sưởi, người tự nói với mình như vậy trong một cuộc trò chuyện với Percy trên núi Olympus.
Sau khi phát hành, cuốn sách đã nhận được đánh giá cao tích cực từ các nhà phê bình khác nhau. Nó cũng xếp hạng #1 sách bán chạy nhất của USA Today, the #1 Wall Street Journal bestseller, and #1 Los Angeles Times bestseller.

## Cốt truyện
Percy Jackson biết rằng lực lượng của Kronos đang chuẩn bị tấn công Olympus. Poseidon, cha của Percy, quyết định rằng đây chính là thời gian mà Percy thực hiện lời Đại tiên tri. Để có thể đánh bại Kronos, Percy đã đắm mình vào dòng sông Styx, việc này khiếm cơ thể cậu bất thể xâm phạm trừ một điểm ở lưng. Kronos dẫn đầu một cuộc bao vây thành phố New York và đưa công dân ở đây vào một giấc ngủ ma thuật. Percy dẫn đầu các trại viên, thợ săn, tinh linh tự nhiên và nhân mã bảo vệ đỉnh Olympus khỏi đội quân kẻ thù. Trong khi họ đang bảo vệ Olympus, các vị thần đang làm chậm bước tiến của Typhon, ngăn chặn hắn tới New York. Kronos, lúc này đang sở hữu cơ thể của Luke, đã bước lên đỉnh Olympus và quyết đấu với Percy. Typhon đến được New York nhưng đã bị đội quân của Poseidon, dẫn đầu là Tyson đánh bại. Annabeth tin rằng có thể đưa Luke trở vê thực tại tuy nhiên Luke đã nói Percy đưa con dao của Annabeth cho anh. Luke tự đâm vào điểm yếu của mình, tiêu diệt Kronos và cứu Olympus nhưng cùng với đó là cái chết của cậu. Các vị thần tưởng thưởng cho Percy và các bạn của cậu. Cậu nhận được phần thưởng là sự bất tử, tuy nhiên cậu đã từ chối; thay vào đó, cậu yêu cầu các vị thần phải công nhận con cái của họ, tất cả các vị thần phải có cabin tại trại. Rachel Elizabeth Dare trở thành Oracle và nói ra một lời Đại tiên tri mới. Cuốn sách kết thúc với việc Percy và Annabeth bắt đầu hẹn hò, và sự lo lắng về lời Đại tiên tri mới.